# Ivan Poddoubny
Ivan Maksimovitch Poddoubny (en ukrainien : Іва́н Максимович Підду́бний, en russe : Ива́н Максимович Подду́бный), né le 26 septembre 1871 (8 octobre dans le calendrier grégorien) dans le village de Bogodoukhovka (ru), dans l'ouïezd de Zolotonocha, dans le gouvernement de Poltava (dans l'actuel oblast de Tcherkassy) dans l’Empire russe et mort le 8 août 1949 à Ieïsk, en Union soviétique, est un lutteur, athlète professionnel et artiste de cirque russe puis soviétique, descendant de cosaques zaporogues.
Il fut un des lutteurs professionnels les plus célèbres du monde. Il remporte plusieurs championnats du monde de lutte gréco-romaine, parmi lesquels le plus prestigieux de tous : le championnat du monde de Paris, qu'il gagne quatre fois de suite entre 1905 et 1908. En quarante ans de carrière, il n'a pas perdu une seule compétition.

## Biographie

### Jeunesse
Ivan Maksimovitch Poddoubny est né le jour de saint Jean l'apôtre en 1871 au village de Krassenivka dans l'ouïezd du comté de Zolotonocha du gouvernorat de Poltava de l'Empire russe (aujourd'hui raïon de Zolotonocha de l'oblast de Tcherkassy, Ukraine). Il est le fils du cosaque zaporogue,,,, Maksim Ivanovitch Poddoubny, dont toute la famille serait dotée d'une force fabuleuse. Ivan n'échappe pas à la règle: il hérite, en plus de cette force formidable, d'une grande taille et d'une endurance extraordinaire ; sa mère, qui chantait bien, lui transmet son oreille musicale. Enfant, il chante à la chorale de l’église le dimanche et les jours de fête. Dès son plus jeune âge, son père l'initie au dur labeur dans les champs et l'envoie travailler dès l'âge de douze ans comme journalier. De très grande taille, le père d’Ivan était d'ailleurs aussi doté d'une force herculéenne. Bien des années plus tard, Ivan déclarera qu'il n'avait connu qu'une seule personne plus forte que lui: son père.
Ayant une grande famille à sa charge, le père d'Ivan Poddubny a du mal à subvenir à ses besoins, c'est pourquoi Ivan est contraint de quitter la maison de son père avant d'avoir 20 ans. Entre 1893 et 1896, Ivan travaille comme débardeur au port de Sébastopol et à Théodosie où il a acquis le surnom d'Ivan le Grand. C'est dans cette dernière ville qu'il commence à s'entraîner et à participer à des combats de lutte. Il travaille ensuite en 1896-1897 comme commis.

### Carrière de lutteur
En 1896, il défie et vainc des lutteurs forains très célèbres à l’époque — Georg Lurich (en), Borodanov, Razoumov et l’italien Pappi — au cirque de Théodosie. C'est à ce moment que commence sa carrière de lutteur.
Dès 1897, il fait la tournée des cirques en tant qu'haltérophile et lutteur (il commence par la lutte à la ceinture, sorte de Kourach, puis passe à la lutte gréco-romaine en 1903). Il se produira dans des villes russes mais aussi à l’étranger, visitant près de 50 villes dans 14 pays différents.
Même s'il perdra certains combats, il sortira vainqueur de toutes les compétitions et de tous les tournois auxquels il participera. Ainsi, il remporte plusieurs championnats du monde, dont le plus prestigieux, celui de Paris (de 1905 à 1908).

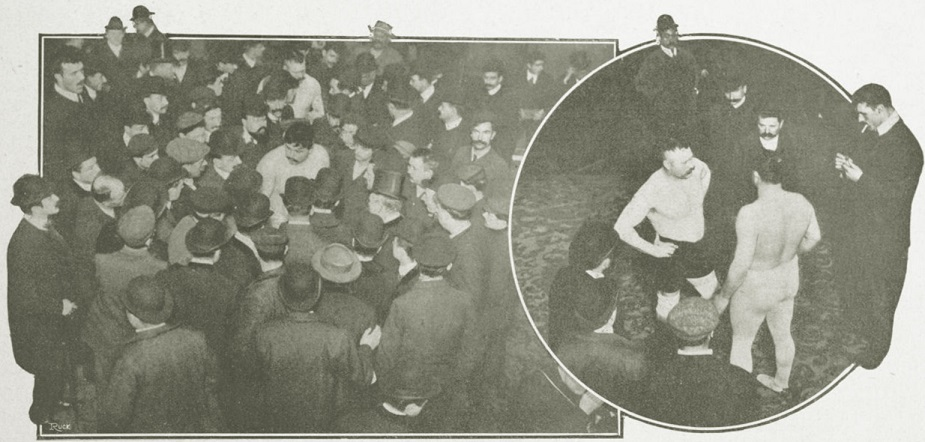
Préparation au combat Poddoubny/Le Boucher.

Ses combats les plus célèbres sont ceux qui l'opposent au lutteur français Raoul le Boucher. Leur premier combat se solde par une victoire du Français. En effet, ce dernier a recours à un stratagème peu honnête : il s'enduit le corps d'huile pour le combat, empêchant ainsi Poddoubny de l'agripper comme il l'entend. À la fin du temps réglementaire, les juges accordent la victoire à Raoul. À la suite de cette défaite injuste, Poddoubny est extrêmement bouleversé et songe même à arrêter le sport professionnel. Le soutien que lui apportent ses collègues et ses amis parvient cependant à l'en dissuader. Il participe ainsi au tournoi de Saint-Pétersbourg où il prend sa revanche sur Raoul le Boucher, à qui il impose une position genu-cubitale pendant 20 minutes avant que les juges ne déclarent Poddoubny vainqueur. Cette défaite provoqua chez le Boucher une forte crise de nerfs.
Au début du mois de mai 1905, à Iekaterinoslav, Poddoubny bat le champion Alexandre Garkavenko et enchaîne deux jours plus tard avec une victoire sur un autre champion, Ivan Zaїkine.
Pendant la guerre civile, il travaille aux cirques de Jitomir et de Kertch. En 1919, Ivan défait le meilleur lutteur de l’armée de Makhno à Berdyansk. En 1920, il est arrêté par le comité d'Odessa et condamné à être fusillé. Néanmoins, il est libéré peu de temps après.
En 1923-1924, il travaille pour le cirque d'État puis part en tournée pendant plusieurs années en Allemagne et aux États-Unis.
Le 23 février 1926, alors âgé de 55 ans, Poddoubny remporte le titre de Champion d'Amérique.
Pendant la Seconde Guerre mondiale, Ivan vit à Ieïsk, une petite ville au bord de la mer d’Azov, située en territoire occupé par les Allemands. Il refuse de déménager en Allemagne pour y entraîner les athlètes allemands.

### Fin de vie et mort
Poddoubny prend sa retraite en 1941 à l’âge de 70 ans. Après la guerre, il vit dans la misère la plus totale et est obligé de vendre tous les prix qu'il a gagnés pour se nourrir.
Ivan meurt d'un infarctus le 8 août 1949 à Ieïsk.
Sans la misère et la malnutrition qui ont marqué les dernières années de sa vie, Poddoubny aurait probablement pu vivre plus longtemps[Selon qui ?]. Pour la petite histoire, son grand-père est mort à l'âge de 120 ans...

## Récompenses et honneurs
- Commandeur de la Légion d'honneur (1911)
- Ordre du Drapeau rouge du Travail (1939)
- Artiste émérite de la République socialiste fédérative soviétique de Russie (1939)
- Maître émérite des sports de l’Union Soviétique (1945)

## Faits intéressants
Il existe plusieurs films retraçant la vie d'Ivan Poddoubny:
- Le Lutteur et le Clown (en russe : «Борец и клоун») de 1957, où le rôle de Poddoubny est joué par Stanislav Tchekan.
- On verra de quel bois je me chauffe! (en russe : «Знай наших!») de 1985, où le rôle de Poddoubny est joué par Dmitri Zolotoukhine (ru).
- Ivan Poddoubny. Tragédie d'une force de la nature (en russe : «Иван Поддубный. Трагедия силача»), documentaire de 2005.
- Poddoubny (ru) ,(en russe : «Поддубный»), réalisé en 2014 par Gleb Ilitch Orlov (ru) où Mikhaïl Poretchenkov interprète le rôle-titre et dans lequel l'acteur français Denis Lavant interprète celui de son entraîneur.